# Терешкевич, Николай Александрович
Николай Александрович Терешкевич (укр. Микола Олександрович Терешкевич; 1857—1888) — земский деятель и статистик Российской империи.

## Биография
Николай Терешкевич родился в 1857 году. Среднее образование получил в Саратовской мужской гимназии, курс которой окончил с золотою медалью, и высшее на физико-математическом факультете Императорского Московского университета, из которого в 1880 году вышел со степенью кандидата.
Поступил на службу в московское земство, где работал в статистическом бюро под руководством B. И. Орлова. Вскоре Н. А. Терешкевич получил место заведующего статистическим бюро Полтавского губернского земства, где и работал до самой смерти. 
Под редакцией Терешкевича и при деятельном его участии был собран, обработан и издан «Сборник по хозяйственной статистике Полтавской губернии» в пяти томах (Полтава 1882—1885); в этом «Сборнике» описаны уезды Зеньковский (т. I, ч. 1, п. 2), Полтавский (т. II), Миргородский (т. III), Лубенский (т. IV) и Гадячский (т. V). Терешкевичем составлены были для каждого уезда отдел общих сведений и очерк сельскохозяйственных условий. 
Согласно «РБСП» работы учёного заняли «видное место в земско-статистической литературе» и «отличаются полнотой и тщательностью разработки положенного в их основу материала». За плодотворную деятельность на этом поприще Н. А. Терешкевич в 1886 году был награжден Императорским Русским географическим обществом золотой медалью. 
Николай Александрович Tерешкевич умер в конце декабря 1888 года (по старому стилю) в городе Севастополе.